# Elżbieta Ziółkowska
Elżbieta Ziółkowska (ur. 30 lipca 1939 w Częstochowie, zm. 8 stycznia 2019 w Stuttgarcie) – polska piosenkarka, solistka Zespołu Śląskiej Estrady Wojskowej.

## Życiorys
Po ukończeniu średniej szkoły muzycznej debiutowała w 1957 roku jako wokalistka w Zespole Śląskiej Estrady Wojskowej z Wrocławia. W 1963 otrzymała wyróżnienie za interpretacje piosenki Niełatwe rozstania na I Krajowym Festiwalu Piosenki Polskiej w Opolu. Rok później Zespół Śląskiej Estrady Wojskowej, którego była solistką otrzymał wyróżnienie na II Krajowym Festiwalu Piosenki Polskiej w Opolu. W 1965 roku natomiast Ziółkowska otrzymała na III Krajowym Festiwalu Piosenki Polskiej w Opolu, III nagrodę za piosenkę Piosenka z całusem wykonywaną ze Zdzisławem Półtorakiem, a także nagrodę specjalną za wykonanie piosenki A gdzie to jest oraz Nagrodę Ministra Obrony Narodowej za wykonanie piosenki Ojczyzna. W sierpniu tego samego roku wystąpiła na Międzynarodowym Festiwalu Piosenki w Sopocie podczas koncertu pt. „Na płytach całego świata”, w trakcie którego wykonała piosenkę A gdzie to jest. W 1974 została wyróżniona na Festiwalu Piosenki Żołnierskiej w Kołobrzegu za piosenkę pt. Na imię mi niczyja.
Wraz z Zespołem Śląskiej Estrady Wojskowej występowała zarówno w Polsce, jak i za granicą dając koncerty między innymi w Czechosłowacji i NRD, zaś w 1978 odbyła wraz z zespołem tournée po Wietnamie i Laosie. Elżbieta Ziółkowska dokonała nagrań dla Polskiego Radia i Telewizji, a jej nagrania w okresie PRL ukazały się także na płytach składankowych; Polską drogą (Polskie Nagrania Muza, 1964; N0315), Opole 65 (Polskie Nagrania Muza, 1965; N0357), Piosenki Wojskowe (Polskie Nagrania Muza; ZL411), Piosenki Wojskowe (Polskie Nagrania Muza; ZL431), Kołobrzeg ‘74 Premiery (Polskie Nagrania Muza, 1974; SXL 1109) oraz singlu; Elżbieta Ziółkowska Piosenki Wojskowe (Polskie Nagrania Muza; N 0364).